# Eurya idenburgiensis
Eurya idenburgiensis är en tvåhjärtbladig växtart som beskrevs av Clarence Emmeren Kobuski. Eurya idenburgiensis ingår i släktet Eurya och familjen Pentaphylacaceae. Inga underarter finns listade i Catalogue of Life.